# Mastigodryas reticulatus
Mastigodryas reticulatus — вид змій родини полозових (Colubridae). Мешкає в Еквадорі і Перу.

## Поширення і екологія
Mastigodryas reticulatus мешкають в провінціях Манабі, Гуаяс і Санта-Елена на заході Еквадору, зокпрема на острові Ісла-де-ла-Плата, а також, за деякими свідченнями, на півночі Перу. Вони живуть у тропічних сухих лісах та у прибережних заростях.